# Sayda
Sayda é uma cidade no distrito de Mittelsachsen, no Estado Livre da Saxônia, Alemanha. Está situado 24 quilômetros ao sul de Freiberga e 28 quilômetros ao norte de Chomutov.